# آنا بیورن
آنا بیورن (ایسلندی: Anna Bjorn؛ ۴ ژوئیه ۱۹۵۴) یک هنرپیشه، کارگردان فیلم، مربی یوگا، مانکن و طراح گرافیک اهل ایسلند است.
از فیلم‌ها یا مجموعه‌های تلویزیونی که وی در آن‌ها نقش داشته‌است می‌توان به «عشق و جنگ» (۱۹۸۷) اشاره نمود.

## زندگی حرفه ای
در دهه‌های 1970 و 1980، آنا در حرفه مدلینگ موفق بود. او نماینده آژانس مدلینگ فورد در نیویورک و نینا بلانچارد در لس‌آنجلس بود. او در تعداد زیادی از تبلیغات تلویزیونی در اروپا و ایالات متحده ظاهر شد و قراردادهای انحصاری با Noxema و Vidal Sassoon داشت. در آن زمان او به تحصیل بازیگری در لس آنجلس پرداخت و در چندین فیلم و برنامه تلویزیونی در ایالات متحده ظاهر شد، مانند گرافیتی بیشتر آمریکایی و شمشیر و جادوگر و دیوانه شدن.

## زندگی شحصی
آنا با نوازنده یاکوب فریمان مگنوسون ازدواج کرد .
شریک او از سال 1994 مدیر عامل تبلیغات، هالدور گودموندسون است.
بوستون گلوب، در سال 2011 ادعا کرد که او اطلاعاتی را به FBI داده است که منجر به دستگیری گانگستر و فراری وایتی بولگر شده است. یک جایزه 2 میلیون دلاری برای اطلاعاتی که منجر به دستگیری او شود ارائه شده بود.